# Pilot Butte (Kanada)
Pilot Butte – kanadyjskie miasto założone w 1882 roku. Według danych z 2011 r. miasto miało 1 848 mieszkańców. Najbliższe miasta to Regina, White City, Zehner, i Balgonie. Język angielski jest językiem ojczystym dla 97%, francuski 1,1%, polski 0,32%, ukraiński 0,32%, duński 0,32%, węgierski 0,32% i niemiecki dla 0,32% mieszkańców (2011).

## Sport
- Pilot Butte Storm – klub hokejowy